# Srećko Jovanović
Srećko Jovanović (Valjevo, 20. siječnja 1930. — Beograd, 24. studenoga 2008.), bio je srpski izdavač, urednik i književnik. Pisao je scenarije za stripove. Osnovao je novinsko-izdavačko poduzeće Dečje novine i bio je dugogodišnji urednik istoimenog lista.

## Životopis
Srećko Jovanović rođen je 1930. godine u Valjevu. Diplomirao je slavistiku na Filološkom fakultetu u Beogradu. Prva je radna mjesta našao po školama po Srbiji. Ondje je bio nositelj novih audio-vizualnih metoda u učenju stranog jezika, osobito u sustavu seminarskih satova. Zajedno s Aleksandrom Lazarevićem osnovao je u Gornjem Milanovcu krajem 1956. godine list namijenjen djeci Dečje novine. Uređivao ga je izvan nastave. Sadržaj i osnovna koncepcija brzo su se mijenjali. Zbog sve većeg rasta naklade, osnivači su prešli iz školskog okvira u poduzeće koje su osnovali. Jovanović je 39 godina bio glavni i odgovorni urednik svih školskih i zabavnih izdanja Dečjih novina. Za taj je rad dobio Nagradu Vukove zaklade.
Jovanović je bio pionir u kontaktima s partnerima iz čitavog svijeta. Već na početku svoga rada, unio je stripovske sadržaje u sva izdanja Dečjih novina. Njegovao je i unaprjeđivao ovaj vid komunikacije s tisućama čitatlja. U tu je svhu osnovao više specijaliziranih časopisa. Jovanović je bio vrsni pedagog. Odškolovao je nekoliko generacija uspješnih novinara, urednika, dizajnera i istraživača iz područja tiska. Neprekidno je bio glavni urednik izdavačke kuće Dečje novine sve do odlaska u mirovinu 1995. godine. U Dečjim novinama bio je nositelj novih ideja i realizator svih najvažnijih projekata. Dečje novine vlastiti veliki uspjeh duguju Srećku Jovanoviću.

## Nagrade
Više je puta je nagrađivan za svoj rad. Nagrade je dobio za dostignuća u raznim područjima: Vukova nagrada za razvoj srpskog jezika i kulture, Nagrada Zmajevih dječjih igara za doprinos u njegovanju dječje književnosti, Orden rada sa zlatnim vijencem za cjelokupnu djelatnost, Septembarska nagrada Gornjeg Milanovca za afirmaciju i ugled lokalne zajednice.
Jovanoviću je rujna 2008. godine Beogradski strip salon dodijelio posebno priznanje za doprinos u razvoju stripa u Srbiji, nagradu za životno djelo.

## Vanjske poveznice
- (srp.) RTS, Vremeplov (24. studenoga 2010).